# Basenji
Basenji, basendżi – jedna z ras psów, należąca do grupy szpiców i psów pierwotnych, zaklasyfikowana do sekcji ras pierwotnych. Nie podlega próbom pracy.

## Rys historyczny
Należy do pierwotnych ras psów trzymanych w domu przez ludzi zamieszkujących strefę równikową. Przez Europejczyków odkryty w Kotlinie Konga, nazywany jest także psem kongijskim lub terierem kongijskim (terierem jednak w rzeczywistości nie jest). Jego przodkowie żyli prawdopodobnie w starożytnym Egipcie. W Wielkiej Brytanii zostały wyhodowane i rozmnożone po raz pierwszy w roku 1937, w USA cztery lata później. Do Polski psy tej rasy przybyły niedawno.

## Szata i umaszczenie
- rude
- czarne
- czarne podpalane (trikolor)
- pręgowane
- trindle (umaszczenie nieuznane przez FCI jednak dopuszczone przez AKC w USA. Tricolor, gdzie rude podpalania mają pręgi)
- kończyny białe, strzałka i kryza, oraz obowiązkowa biała końcówka ogona
- kolor biały nie może przekraczać 1/3 powierzchni umaszczenia

## Zachowanie i charakter
Mądry, pojętny, wesoły i wierny pies. To pies inteligentny oraz niezależny, jednocześnie czujny. Jest bardzo energiczny, lubi przebywać w cieplejszych warunkach. Nieufny wobec obcych. Dobrze przystosowuje się do życia w mieście. Wymaga dużo ruchu i szybko się nudzi. Indywidualista wymagający konsekwentnego przewodnika.
Psy tej rasy prawie w ogóle nie szczekają, wydają za to ciche odgłosy przypominające jodłowanie. Są przez to nazywane „kocimi psami”.

## Popularność
Do Polski rasa ta dotarła dopiero w 1992 roku.